# Incendio de Montecito Tea
El incendio de Montecito Tea fue un incendio forestal que se inició el 13 de noviembre de 2008, y que destruyó 210 casas en el enclave de Montecito, California en los Estados Unidos.  Este fue el primero de los incendios en California de noviembre en arrasar cientos de casas entre el 13 de noviembre y el 16 de noviembre de 2008.  El incendio de Tea Fire en la sección Cold Springs de Montecito aproximadamente a las 17:50 PDT del 13 de noviembre de 2008. El incendio se inició en un edificio histórico llamado "Tea House" o Casa del Té en Mountain Drive, por lo que el incendio recibió ese nombre. El fuego se esparció rápidamente debido a los fuertes vientos que soplaban abajo en las Montañas de Santa Ynez conocidos como vientos de Santa Ana, y con ráfagas de hasta 113 km/h, que se esparcieron por toda la ciudad de Santa Bárbara. El incendio estaba contenido al 40% el 15 de noviembre, y 75% el 16 de noviembre, y para el 18 de noviembre de 2008 estaba contenido en un 95% después de haber quemado 1.940 acres.
El 15 de noviembre de 2008, el gobernador Arnold Schwarzenegger visitó las áreas devastadas por el incendio Tea, diciendo: "Cuando caminas por las áreas devastadas, parece el infierno."

## Causa
La causa del incendio estaba bajo investigación tras los primeros cuatro días cuando las autoridades determinaron el 17 de noviembre que había sido por "causa humana". Al siguiente día, los investigadores del Sheriff de Santa Bárbara anunciaron que el incendio había sido causado por un grupo de estudiantes, con edades comprendidas entre los 18 y los 22 años, que se encontraban en el Tea House la noche del miércoles, 12 de noviembre y habían dejado una fogata tras haber hecho una fiesta, en la mañana del jueves del 13 de noviembre.  Los estudiantes le dijeron a las autoridades que ellos habían apagado la fogata, pero las autoridades creen que el fuego se volvió a encender cuando empezaron los vientos en la tarde del jueves.
El 20 de noviembre de 2008, el Dr. Andreea M. Serban, Presidente del Santa Barbara City College, emitió una declaración señalando que «nueve de las diez personas identificadas como presuntos responsables de los incendios de Tea habían sido identificados como estudiantes del Santa Barbara City College».

## Impacto

### Estadísticas
Al 15 de noviembre el incendio había quemado 1.800 acres, destruyendo 111 casas, y dañando otras nuevas.  Los oficiales del condado de Santa Bárbara dijeron que habían reportado al menos 13 personas heridas, incluyendo a 10 que habían sido tratadas por inhalación de humo y tres con heridas de quemaduras, una de ellas se encontraba en condiciones críticas. Alrededor de 4500 personas fueron evacuadas.
El 14 de noviembre, con el 40 por ciento del fuego contenido, hubo un cambio en la dirección del fuego que ayudó al proceso de recuperación. 1.800 acres habían sido quemados, 110 casas habían sido destruidas, 9 edificios residenciales habían sido dañados y 5.400 casas habían sido evacuadas, incluyendo a 15.000 residentes. El 15 de noviembre de 2008, el gobernador Arnold Schwarzenegger visitó las áreas afectadas por el incendio de Tea, diciendo: "Cuando caminas alrededor del área que fue destruidas, pareciera el infierno."

### Estructuras
También el 14 de noviembre, un vocero del condado de Santa Bárbara dijo, "Creemos que más de 100 han sido destruidas. Es nuestra mejor estimación en este momento. No estamos contando tantas ya que tratamos de proteger a los hogares."
El campus del Westmont College fue seriamente dañado, aunque no se reportó ningún herido en el campus. El Laboratorio de Física, el Edificio de Psicología y otros edificios de la facultad fueron destruidas.  Las residencias del vestíbulo de Clark fueron seriamente dañadas.
El domingo, 16 de noviembre, con el 75 por ciento contenido, alrededor de 1.940 acres fueron quemados y 9 casas fueron dañadas, además de 210 destruidas. De las casas destruidas, 106 se encontraban en la ciudad de Santa Bárbara, y el resto estaban en Montecito. Aproximadamente 2700 evacuados ya se encontraban de vuelta en casa.

### Celebridades afectadas por el incendio
La mansión del actor Christopher Lloyd ("Doc" Brown en la trilogía de Back to the Future) fue destruida en el incendio.
 El actor Rob Lowe, que vive en el área fue damnificado por el incendio, siendo obligado a dejar su vivienda.  Lowe reportó haber dicho: «Mi esposa me llamó y me dijo que Montecito estaba ardiendo y que saliera. Y pensé que estaba bromeando. Nos subimos al auto, nos salimos de la calzada y miramos toda las montañas en llamas de hasta 200 pies de alto. Parecía que llovían cenizas, estaban en nuestras camisetas y el pelo, y los vientos estaban a casi 70 millas por hora... ¡Parecía el Armagedón!» El comediante Jonathan Winters fue forzado a evacuar su hogar, y el tenista Jimmy Connors, que también vive en Montecito, reportó que ya estaba preparado y empacado para salirse de su casa.
La conductora de un programa de televisión Oprah Winfrey es propietaria de una mansión de 42 acres. La casa de Winfrey fue salvada por los bomberos y Winfrey dijo: «Desde ahora tendré más empatía y compasión para aquellas personas que pasan por lo mismo». Otros propietarios famosos en Montecito incluyen a Michael Douglas, Carol Burnett, Ivan Reitman, Jonathan Winters, Troy Aikman, Harold Simmons, Steven Spielberg, Kevin Costner, Dennis Miller, Ellen DeGeneres y Jeff Bridges.

## Respuesta
El 14 de noviembre de 1141 voluntarios estuvieron en la escena, incluyendo a 260 del CalFire y 25 oficiales del Cuerpo de Bomberos, además de 193 camines, 7 topadoras y una auto bomba. El gobernador de California Arnold Schwarzenegger declaró el estado de emergencia para el condado de Santa Bárbara debido al Incendio de Tea.  Schwarzenegger emitió una declaración diciendo que él estaba «poniendo todos los recursos estatales a disposición de los capitanes de bomberos y que también había solicitado la ayuda del gobierno federal».
Los recursos fueron expandidos el 15 de noviembre con 2.235 bomberos y 9 helicópteros con un costo estimado de $3,5 millones, cifra que subió a más de $3,9 millones los siguientes días.